# إيتويلي

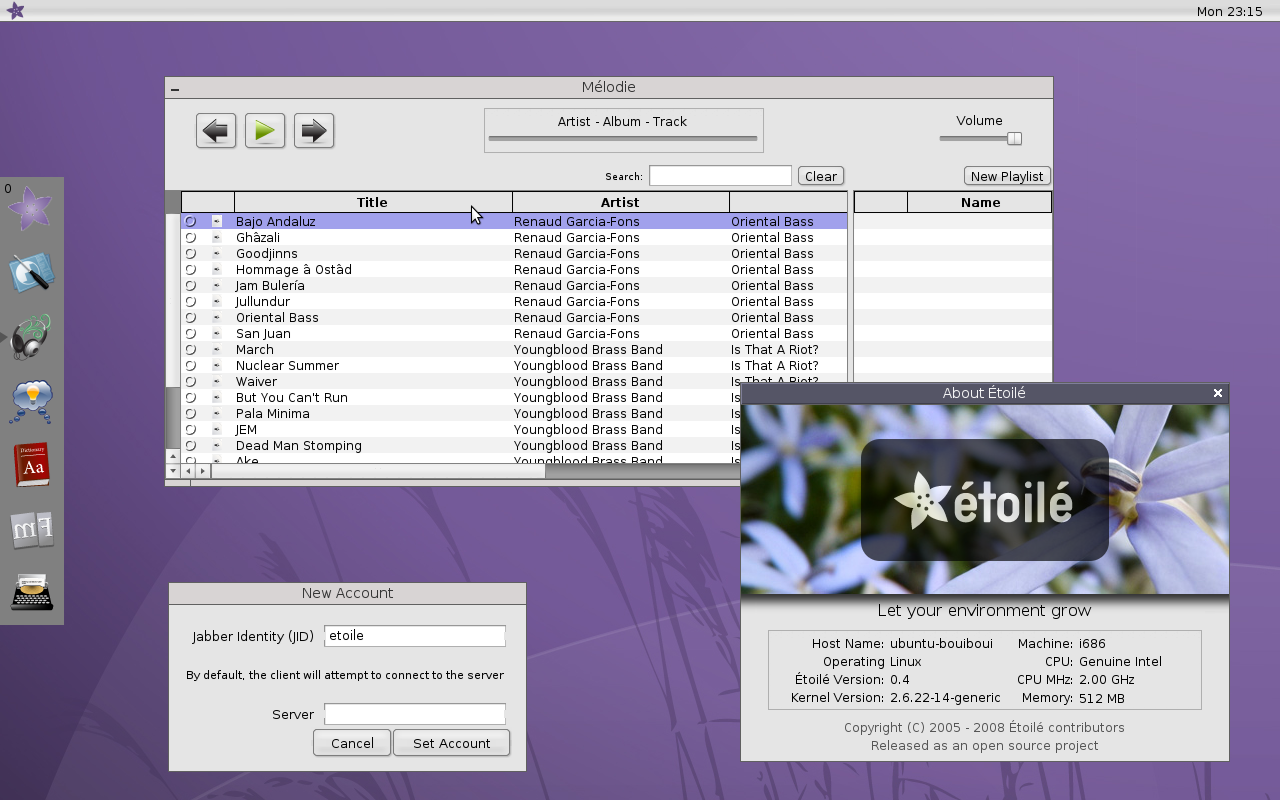

إيتويلي وهي كلمة فرنسية يقبلها بالعربي كلمة «نجمي». هي بيئة سطح مكتب حرة ومفتوحة المصدر. تعتمد هذه البيئة على قيام المستخدم ببناء واجهته خطوة بخطوة لتلائم موارد نظامه وهو شخصيا كذلك. تسعى هذه البيئة للحد من عدم المرونة في التسمية حيث يكون الخيار للمستخدم في تسمية مكونات واجهته بنفسه بعيدا عن الأسماء الموجودة مسبقا في البيئات الأخرى.